# Пам'ятки історії Дунаєвецького району
У Дунаєвецькому районі Хмельницької області згідно з даними управління культури, туризму і курортів Хмельницької облдержадміністрації перебуває 90 пам'яток історії, з яких 87 увічнюють пам'ять червоноармійців у радянсько-німецькій війні.
| № пп | Охорон. номер | Найменування                                                                                         | Місцезнаходження                                                            | Рік встановлення         | Автор                                                               |
| ---- | ------------- | --- | --------------------------------------------------------------------------- | ------------------------ | ------------------------------------------------------------------- |
| 1    | 475           | Братська могила комсомольців-підпільників                                                            | м. Дунаївці вул. Красінських, 3                                             | 1947 заміна 1980         | місцеві майстри                                                     |
| 2    | 503           | Меморіальний комплекс: братська могила радянських воїнів, пам'ятний знак на честь воїнів-земляків    | м. Дунаївці, вул. Шевченка, 57                                              | 1965, реконстр. 1973     | Львівська КСФ скульптори: А. Ф. Шопін, М. В. Шишкін, Ю. І. Куліш    |
| 3    | 474           | Пам'ятний знак на приміщенні центрального корпусу суконної фабрики ім. В. І. Леніна                  | м. Дунаївці, вул. Шевченка, 59                                              | 1979                     | Хмельницькі ХВМ                                                     |
| 4    | 2126          | Братська могила військовополонених                                                                   | праворуч за 500 м від повороту траси на ст. Дунаївці                        | 1970                     | місцеві майстри                                                     |
| 5    | 2124          | Пам'ятний знак на честь воїнів-односельчан                                                           | ст. Дунаївці                                                                | 1980                     | Київське ХВО «Художник»                                             |
| 6    | 2163          | Могила А. І. Черниги                                                                                 | с. Балин                                                                    | 1925, реконструкція 1969 | місцеві майстри                                                     |
| 7    | 2128          | Братська могила жертв фашизму                                                                        | 600 м на південь від с. Балин, урочище Глинисько                            | 1970                     | місцеві майстри                                                     |
| 8    | 2162          | Братська могила воїнів Червоної Армії                                                                | с. Балин кладовище                                                          | 1944 заміна 1985         | місцеві майстри                                                     |
| 9    | 2164          | Могила М. В. Палія                                                                                   | с. Балин                                                                    | 1965                     | місцеві майстри                                                     |
| 10   | 493           | Пам'ятний знак на честь воїнів-односельчан                                                           | с. Балин                                                                    | 1956 заміна 1985         | Хмельницькі ХВМ                                                     |
| 11   | 470           | Братська могила радянських воїнів                                                                    | ст. Балин                                                                   | 1956                     | Львівська КСФ                                                       |
| 12   | 2165          | Братська могила радянських воїнів                                                                    | с. Варварівка кладовище                                                     | 1954                     | місцеві майстри                                                     |
| 13   | 2166          | Братська могила радянських воїнів                                                                    | с. Велика Кужелева, вул. Шкільна, 2                                         | 1965                     | Львівська КСФ                                                       |
| 14   | 2243          | Пам'ятний знак на честь воїнів-односельчан                                                           | с. Велика Кужелева, Шкільна, 2                                              | 1965                     | місцеві майстри                                                     |
| 15   | 494           | Пам'ятний знак на честь воїнів-односельчан                                                           | с. Велика Побійна, вул. І. Франка                                           | 1966                     | Львівська КСФ                                                       |
| 16   | 471           | Меморіальний комплекс: братська могила радянських воїнів, пам'ятний знак на честь воїнів-односельчан | с. Великий Жванчик на розі вул. Центральної та Рашевського                  | 1947                     | Львівська КСФ                                                       |
| 17   | 472           | Братські могили жертв фашизму (2)                                                                    | 2 км на схід с. Великий Жванчик                                             | 1967                     | Чернівецька КСФ                                                     |
| 18   | 495           | Пам'ятний знак на честь воїнів-односельчан                                                           | с. Вихрівка                                                                 | 1967 заміна 2001         | місцеві майстри Хмельницькі ХВМ                                     |
| 19   | 496           | Пам'ятний знак на честь воїнів-односельчан                                                           | с. Воробіївка, вул. Шевченка, 18                                            | 1967                     | Львівська КСФ                                                       |
| 20   | 481           | Пам'ятний знак на честь воїнів-односельчан                                                           | с. Ганнівка, вул. Садова, 15                                                | 1965                     | місцеві майстри                                                     |
| 21   | 2167          | Могила О. М. Махінової                                                                               | с. Гірчична в лісі, 3 км на північний захід                                 | 1980                     | місцеві майстри                                                     |
| 22   | 2168          | Могила радянського воїна                                                                             | с. Гірчична південно-східна галявина лісу «Контролець»                      | 1944                     | місцеві майстри                                                     |
| 23   | 497           | Пам'ятний знак на честь воїнів-односельчан                                                           | с. Гірчична, вул. Центральна, 10                                            | 1968                     | місцеві майстри                                                     |
| 24   | 473           | Братська могила радянських воїнів                                                                    | с. Голозубинці на території тубдиспансеру                                   | 1956                     | Львівська КСФ                                                       |
| 25   | 498           | Пам'ятний знак на честь воїнів-односельчан                                                           | с. Голозубинці                                                              | 1967                     | Львівська КСФ                                                       |
| 26   | 499           | Пам'ятний знак на честь воїнів-односельчан                                                           | с. Городиська, вул. Центральна, 9                                           | 1967                     | місцеві майстри                                                     |
| 27   | 500           | Пам'ятний знак на честь воїнів-односельчан                                                           | с. Гута-Яцьковецька, вул. Леніна, 12                                        | 1965                     | місцеві майстри                                                     |
| 28   | 2127          | Братська могила жертв фашизму                                                                        | с . Дем'янківці, автотраса Дунаївці — Миньківці, 500 м на південь від мосту | 1967                     | місцеві майстри                                                     |
| 29   | 501           | Пам'ятний знак на честь воїнів-односельчан                                                           | с. Дем'янківці, вул. Дем'янківська, 1                                       | 1967                     | місцеві майстри                                                     |
| 30   | 502           | Пам'ятний знак на честь воїнів-односельчан                                                           | с. Держанівка                                                               | 1967                     | Львівська КСФ                                                       |
| 31   | 2169          | Пам'ятний знак на місці загибелі воїнів Червоної армії                                               | 1 км західніше від с. Залісці                                               | 1979                     | місцеві майстри                                                     |
| 32   | 476           | Братська могила радянських воїнів                                                                    | с. Залісці                                                                  | 1954                     | Львівська КСФ                                                       |
| 33   | 504           | Пам'ятний знак на честь воїнів-односельчан                                                           | с. Залісці                                                                  | 1967                     | місцеві майстри                                                     |
| 34   | 2170          | Пам'ятний знак на честь воїнів-односельчан                                                           | с. Заставля, вул. 1 Травня, 78                                              | 1975                     | Львівська КСФ                                                       |
| 35   | 505           | Пам'ятний знак на честь воїнів-односельчан                                                           | с. Зеленче                                                                  | 1967                     | Львівська КСФ                                                       |
| 36   | 506           | Пам'ятний знак на честь воїнів-односельчан                                                           | с. Іванківці                                                                | 1967                     | Львівська КСФ                                                       |
| 37   | 477           | Братська могила радянських воїнів                                                                    | с. Катеринівка, вул. Гагаріна, 38                                           | 1956                     | Львівська КСФ                                                       |
| 38   | 507           | Пам'ятний знак на честь воїнів-односельчан                                                           | с. Катеринівка, вул. Гагаріна, 38                                           | 1967                     | місцеві майстри                                                     |
| 39   | 508           | Пам'ятний знак на честь воїнів-односельчан                                                           | с. Кривчик, вул. Щорса, 1                                                   | 1967                     | Львівська КСФ                                                       |
| 40   | 1711          | Пам'ятний знак на честь воїнів-односельчан                                                           | с. Криничани                                                                | 1970                     | Львівська КСФ                                                       |
| 41   | 509           | Пам'ятний знак на честь воїнів-односельчан                                                           | с. Ксаверівка                                                               | 1963                     | місцевий майстер В. С. Мільченко                                    |
| 42   | 478           | Братська могила радянських воїнів                                                                    | с. Лисець                                                                   | 1955                     | Львівська КСФ                                                       |
| 43   | 510           | Пам'ятний знак на честь воїнів-односельчан                                                           | с. Лисець                                                                   | 1967                     | місцеві майстри                                                     |
| 44   | 479           | Братська могила радянських воїнів                                                                    | с. Лисогірка                                                                | 1952                     | Львівська КСФ                                                       |
| 45   | 511           | Пам'ятний знак на честь воїнів-односельчан                                                           | с. Лисогірка                                                                | 1969                     | місцеві майстри                                                     |
| 46   | 512           | Пам'ятний знак на честь воїнів-односельчан                                                           | с. Лошківці                                                                 | 1969                     | Київське ХВО «Художник»                                             |
| 47   | 482           | Братська могила радянських воїнів                                                                    | с. Мала Кужелівка, вул. Подільська, 33                                      | 1957                     | Львівська КСФ                                                       |
| 48   | 483           | Пам'ятний знак на честь воїнів-односельчан                                                           | с. Мала Побіянка, вул. Шевченка, 39                                         | 1954                     | Львівська КСФ                                                       |
| 49   | 484           | Меморіальний комплекс: братська могила радянських воїнів, пам'ятний знак на честь воїнів-односельчан | с. Малий Карабчіїв                                                          | 1967                     | Львівська КСФ                                                       |
| 50   | 513           | Пам'ятний знак на честь воїнів-односельчан                                                           | с. Маліївці                                                                 | 1972, заміна 1985        | ХВО «Художник»                                                      |
| 51   | 2174          | Братські могили жертв фашизму (3)                                                                    | 1,5 км на північ від с. Миньківці                                           | 1966, заміна 2003        | місцеві майстри                                                     |
| 52   | 485           | Братська могила радянських воїнів                                                                    | с. Миньківці                                                                | 1970                     | Львівська КСФ                                                       |
| 53   | 514.          | Пам'ятний знак на честь воїнів-односельчан                                                           | с. Миньківці                                                                | 1967                     | місцеві майстри                                                     |
| 54   | 515           | Пам'ятний знак на честь воїнів-односельчан                                                           | с. Михайлівка                                                               | 1965                     | Чернівецька КСФ                                                     |
| 55   | 516           | Пам'ятний знак на честь воїнів-односельчан                                                           | с. Морозів                                                                  | 1967                     | місцеві майстри                                                     |
| 56   | 517           | Пам'ятний знак на честь воїнів-односельчан                                                           | с. Мушкутинці, вул. Ювілейна, 10                                            | 1967                     | Львівська КСФ                                                       |
| 57   | 518           | Пам'ятний знак на честь воїнів-односельчан                                                           | с. Нестерівці                                                               | 1966                     | місцеві майстри                                                     |
| 58   | 1716          | Пам'ятний знак на честь воїнів-односельчан                                                           | с. Панасівка, вул. Перемоги                                                 | 1969                     | місцеві майстри                                                     |
| 59   | 520           | Пам'ятний знак на честь воїнів-односельчан                                                           | с. Підлісний Мукарів                                                        | 1983                     | Київське ХВО «Художник»                                             |
| 60   | 519           | Пам'ятний знак на честь воїнів-односельчан                                                           | с. Пільний Мукарів                                                          | 1967                     | місцеві майстри                                                     |
| 61   | 486           | Меморіальний комплекс: братська могила радянських воїнів, пам'ятний знак на честь воїнів-односельчан | с. Притулівка, південна околиця села                                        | 1959                     | Львівська КСФ                                                       |
| 62   | 521           | Пам'ятний знак на честь воїнів-односельчан                                                           | c. Рахнівка, вул. Центральна, 87-а                                          | 1967                     | Львівська КСФ                                                       |
| 63   | 487           | Братська могила радянських воїнів                                                                    | с. Рудка                                                                    | 1956                     | Львівська КСФ                                                       |
| 64   | 522           | Пам'ятний знак на честь воїнів-односельчан                                                           | с. Рудка                                                                    | 1969                     | місцеві майстри                                                     |
| 65   | 483           | Братська могила радянських воїнів                                                                    | с. Сивороги                                                                 | 1956                     | Львівська КСФ                                                       |
| 66   | 523           | Пам'ятний знак на честь воїнів-односельчан                                                           | с. Сивороги                                                                 | 1967                     | місцеві майстри, автор В. С. Мільченко                              |
| 67   | 524           | Пам'ятний знак на честь воїнів-односельчан                                                           | с. Синяківці                                                                | 1967                     | місцеві майстри, автор В. С. Мільченко                              |
| 68   | 525           | Пам'ятний знак на честь воїнів-односельчан                                                           | с. Січинці, вул. Шевченка, 13                                               | 1968                     | Львівська КСФ                                                       |
| 69   | 2188          | Братська могила жертв фашизму                                                                        | північна околиця смт Смотрич                                                | 1975                     | місцеві майстри                                                     |
| 70   | 489           | Братська могила радянських воїнів                                                                    | смт Смотрич                                                                 | 1956                     | Львівська КСФ                                                       |
| 71   | 526           | Пам'ятний знак на честь воїнів-земляків                                                              | смт Смотрич                                                                 | 1967                     | місцеві майстри                                                     |
| 72   | 2031          | Братська могила радянських воїнів                                                                    | с. Сокілець, східна околиця                                                 | 1957                     | Львівська КСФ                                                       |
| 73   | 1720          | Пам'ятний знак на честь воїнів-односельчан                                                           | с. Сокілець                                                                 | 1985                     | Львівська КСФ, скульптор — Мазур                                    |
| 74   | 527           | Пам'ятний знак на честь воїнів-односельчан                                                           | с. Сприсівка                                                                | 1966                     | місцеві майстри, автор В. С. Мільченко                              |
| 75   | 528           | Пам'ятний знак на честь воїнів-односельчан                                                           | с. Ставище, вул. Шкільна                                                    | 1969, заміна 1992        | місцеві майстри, Хмельницькі ХВМ                                    |
| 76   | 529           | Пам'ятний знак на честь воїнів-односельчан                                                           | с. Стара Гута                                                               | 1967, заміна 1985        | місцеві майстри                                                     |
| 77   | 530           | Пам'ятний знак на честь воїнів-односельчан                                                           | с. Степок                                                                   | 1969                     | автор — А. Алексєєв                                                 |
| 78   | 531           | Пам'ятний знак на честь воїнів-односельчан                                                           | с. Тернова                                                                  | 1967                     | Львівська КСФ                                                       |
| 79   | 491           | Меморіальний комплекс: братська могила радянських воїнів, пам'ятний знак на честь воїнів-односельчан | с. Тинна                                                                    | 1965                     | Львівська КСФ                                                       |
| 80   | 537           | Пам'ятник першим механізаторам                                                                       | с. Тинна, біля музею, демонтований                                          | 1965                     | місцеві майстри                                                     |
| 81   | 2034          | Братська могила радянських воїнів                                                                    | с. Томашівка, кладовище                                                     | 1957                     | місцеві майстри                                                     |
| 82   | 492           | Пам'ятний знак на честь воїнів-односельчан                                                           | с. Томашівка                                                                | 1967                     | Львівська КСФ, скульптор — Лісанова                                 |
| 83   | 532           | Пам'ятний знак на честь воїнів-односельчан                                                           | с. Удріївці                                                                 | 1970                     | Львівська КСФ                                                       |
| 84   | 2180          | Братські могили жертв фашизму (2)                                                                    | с. Чаньків, урочище Солонинчик                                              | 1964                     | місцеві майстри                                                     |
| 85   | 533           | Пам'ятний знак на честь воїнів-односельчан                                                           | с. Чаньків                                                                  | 1967                     | Львівська КСФ, скульптор — А. А. Королюк, архітектор — В. С. Іванов |
| 86   | 534           | Пам'ятний знак на честь воїнів-односельчан                                                           | с. Чечельник                                                                | 1967                     | місцеві майстри                                                     |
| 87   | 2171          | Братська могила жертв фашизму                                                                        | 2 км на північний схід від с. Шатава                                        | 1967                     | місцеві майстри                                                     |
| 88   | 480           | Меморіальний комплекс: братська могила радянських воїнів, пам'ятний знак на честь воїнів-односельчан | с. Шатава                                                                   | 1965                     | Львівська КСФ                                                       |
| 89   | 535           | Пам'ятний знак на честь воїнів-односельчан                                                           | с. Ярова Слобідка                                                           | 1967                     | місцеві майстри                                                     |
| 90   | 536           | Пам'ятний знак на честь воїнів-односельчан                                                           | с. Яцьківці                                                                 | 1965                     | місцеві майстри                                                     |
|      |               | |                                                                             |                          |                                                                     |